# Heinrich August Mau
Heinrich August Mau (* 20. November 1806 in Hollingstedt (Propstei Gottorf); † 21. August 1850 in Kiel) war ein evangelischer Theologe.

## Leben
Mau – Sohn des Theologen Johann August Mau und dessen Ehefrau Maria Louise Mau, geb. Carstens – wuchs in Probsteierhagen auf, wo sein Vater seit 1807 als Pastor tätig war, der ihn auch unterrichtete. Im Frühjahr 1824 kam Mau in die Prima des Katharineums zu Lübeck. Nach dem Abitur zu Ostern 1826 studierte Mau seit dem Sommersemester 1826 an der Universität Leipzig Klassische Philologie bei Gottfried Hermann. Durch eine lateinische Abhandlung über Platons Phaidon gelang Mau jeweils die Aufnahme in die von Hermann geleitete Griechische Gesellschaft sowie in die Lateinische Gesellschaft, die Karl Heinrich Frotscher leitete. Zum Sommersemester 1828 wechselte Mau zum Studium der Theologie an die Universität Kiel bei August Twesten.
1830 nahm Mau eine Stelle als Hauslehrer beim Herrn von Rumohr auf Gut Rundhof in Angeln an. Dessen Tochter Louise von Rumohr und Heinrich August Mau heirateten 1839. Der Ehe entstammten zwei Töchter und vier Söhne, darunter
- August Mau (1840–1909), Archäologe
- Heinrich Mau (1842–1916), Pastor in Kiel
- Sophie Mau (1844–1912), Ehefrau von Wilhelm Wundt.

1831 absolvierte Mau in Schleswig das theologische Examen. 1832 wurde er Substitut des Subrektors an der Kieler Gelehrtenschule. 1834 wurde Mau zum Dr. phil. an der Universität Kiel promoviert, wo er sich an der Theologischen Fakultät habilitierte. 1836 berief ihn die Universität zum außerordentlichen Professor und 1839 zum Ordinarius. 1847 erhielt Mau von der Theologischen Fakultät der Universität Königsberg einen Ruf, der mit der Aufnahme in das Konsistorium der Provinz Preußen verbunden war. Den Ruf nahm Mau nicht an. In den Jahren 1844/45 und 1849/50 war er Rektor der Universität Kiel. Mau starb an den Folgen einer Choleraerkrankung. (Nach der Schlacht bei Idstedt am 24. und 25. Juli 1850, in der die Schleswig-Holsteiner eine Niederlage erlitten, brach im nahegelegenen Rendsburg eine Choleraepidemie aus.)

## Position
In seinem Unterricht und den meisten wissenschaftlichen Publikationen widmete sich Heinrich August Mau der exegetischen Theologie. Theologisch prägte ihn Friedrich Schleiermachers bewusstseinstheoretischer Ansatz. Auch teilte er dessen unionskirchlichen Standpunkt, den Schleiermacher gegenüber einem expansiven lutherischen Konfessionalismus zur Geltung brachte. Während des Schleswig-Holsteinischen Krieges (1848 bis 1851) bezog Mau eine Position zugunsten der Provisorischen Regierung und der Landesversammlung.

## Mitgliedschaft
- 1850: Historisch-Theologische Gesellschaft zu Leipzig

## Ehrungen
- 1839: Ehrendoktorwürde der Theologischen Fakultät der Universität Kiel
- 1841: Ritter vom Dannebrog-Orden.

## Veröffentlichungen
- Vom Tode, dem Solde der Sünden und der Aufhebung desselben durch die Auferstehung Christi. Eine exegetisch-dogmatische Abhandlung (Separat-Abdruck aus: Theologische Mitarbeiten. Jg. 1838 Heft 2 und Jg. 1840 Heft 4). Universitäts-Buchhandlung, Kiel 1841.
- Commentatio de norma judicii extremi, quam proposuit Christus apud Matth. XXV. S. 31–46, Kiliae 1841. (Gewidmet Probst Claus Harms zur 25-jährigen Amtstätigkeit in der Gemeinde Kiel.)
- De Christologia novi testamenti observationes. Kiliae 1843.
- Die Schleswig-Holsteinische Sache. Entgegnung auf No. 24. und 25. dieses Jahres der Evangelischen Kirchenzeitung. Nach dem Tode des Verfassers aus dem Juliheft des Jahres der Evangelischen Kirchenzeitung besonders abgedruckt (Mit einer Vorrede von Christian Nikolaus Thomsen). Kiel 1850.